# Lies
「Lies」（ライズ）は、倖田來未の楽曲である。2006年1月4日にrhythm zoneより23枚目のシングルとしてリリース。

## 解説
- 12週連続シングルリリースの第5弾で、5万枚完全限定生産作品。ジャケットイメージは中国。
- PVには俳優の尚玄が出演している。
- 連続シングルリリースで製作された12曲のPVのうち、5曲が繋がっており、「Lies」は「feel」の続きで4曲目。次の曲は「Someday」となり、本作を含めた5曲のPVの物語の結末が描かれる。

## 収録曲
（作詞：Kumi Koda / 作曲・編曲：YANAGIMAN）
1. Lies [5:20]
2. Lies -Instrumental- [5:20]

## タイアップ
- テレビ朝日系『アドレな!ガレッジ』エンディング・テーマ

## 収録アルバム
- Lies
  - 『BEST 〜second session〜』
  - 『BEST 〜2000-2020〜』(ファンクラブ限定盤)

## 収録ライブ映像
- Lies
  - 『Koda Kumi 15th Anniversary First Class 2nd LIMITED LIVE at STUDIO COAST』(WALK OF MY LIFE、ファンクラブ限定盤)